# Thiagadurgam
Thiagadurgam è una suddivisione dell'India, classificata come town panchayat, di 13.945 abitanti, situata nel distretto di Viluppuram, nello stato federato del Tamil Nadu. In base al numero di abitanti la città rientra nella classe IV (da 10.000 a 19.999 persone).

## Geografia fisica
La città è situata a 11° 45' 00 N e 79° 04' 42 E.

## Società

### Evoluzione demografica
Al censimento del 2001 la popolazione di Thiagadurgam assommava a 13.945 persone, delle quali 6.971 maschi e 6.974 femmine. I bambini di età inferiore o uguale ai sei anni assommavano a 1.708, dei quali 832 maschi e 876 femmine. Infine, coloro che erano in grado di saper almeno leggere e scrivere erano 8.938, dei quali 5.071 maschi e 3.867 femmine.